# Kent (chanteur)
Pour les articles homonymes, voir Kent (homonymie).
Ne doit pas être confondu avec Kent (groupe).
 (octobre 2018).
Si vous disposez d'ouvrages ou d'articles de référence ou si vous connaissez des sites web de qualité traitant du thème abordé ici, merci de compléter l'article en donnant les références utiles à sa vérifiabilité et en les liant à la section « Notes et références ».
Hervé Despesse, dit Kent, est un chanteur français né le 31 mars 1957 à Lyon. Il est le fondateur du groupe rock Starshooter, né dans l'explosion punk en 1977. Également connu sous les noms de plume Kent Hutchinson puis Kent Cokenstock, il est auteur de bandes dessinées, de romans et de chansons.

## Biographie
Hervé Despesse alias Kent grandit dans le quartier de La Croix-Rousse à Lyon, et étudie au Lycée Saint-Exupéry. Avec trois amis du lycée, il fonde le groupe Starshooter. En 1977 à Lyon, il a 20 ans quand Starshooter fait partie des nouveaux groupes punk français dont on commence à parler. Starshooter a symbolisé le renouveau populaire du rock français après l’essoufflement de la pop progressive des groupes Ange, Triangle ou Atoll. Premier groupe punk à sortir de l’underground en mariant la propreté du son à la provocation calculée comme en témoigne le titre du second 45 tours du groupe, Get Baque, qui enterre de façon provocante et ostentatoire le mythe des Beatles. Écarté des linéaires après seulement une semaine d’exploitation, c’est Betsy Party qui retient l’attention des programmateurs radio et passe en boucle sur l’antenne d’Europe 1, mais aussi la reprise du Poinçonneur des Lilas de Serge Gainsbourg.
Le groupe se sépare en 1982 par peur de lasser. Kent se consacre alors pleinement à la bande dessinée. Entre 1982 et 1986, il publie six albums aux Humanoïdes Associés et chez Futuropolis. Mais avec la fin de Métal Hurlant et le décès de Philippe Bernalin, son scénariste et ami depuis le lycée, l'envie de poursuivre dans la bande dessinée disparaît.
La musique revient au premier plan. Il lui faudra patienter six ans, jusqu'à l'album À nos amours et au succès de la chanson J'aime un pays, pour accéder à la reconnaissance en tant que Kent. Changement de vie et de ville : il quitte Lyon et s'installe à Paris.
En 1990, il chante J'aime un pays (alternative à La Marseillaise), extrait de l'album À nos amours et, en 1991, Tous les mômes.
Il écrit en parallèle des romans et des chansons pour d'autres interprètes, dont Juste quelqu'un de bien chanté par Enzo Enzo en 1994 (ils l'interprètent en duo sur l'album Kent en scène en 1995). La chanson reçoit la Victoire de la chanson originale.
Kent publie la bande dessinée À l'eau, la Terre, Sauvons Tuvalu, le pays qui disparaît.
Pendant la deuxième partie de l'été 2013, Kent anime l'émission Vibrato sur France Inter.

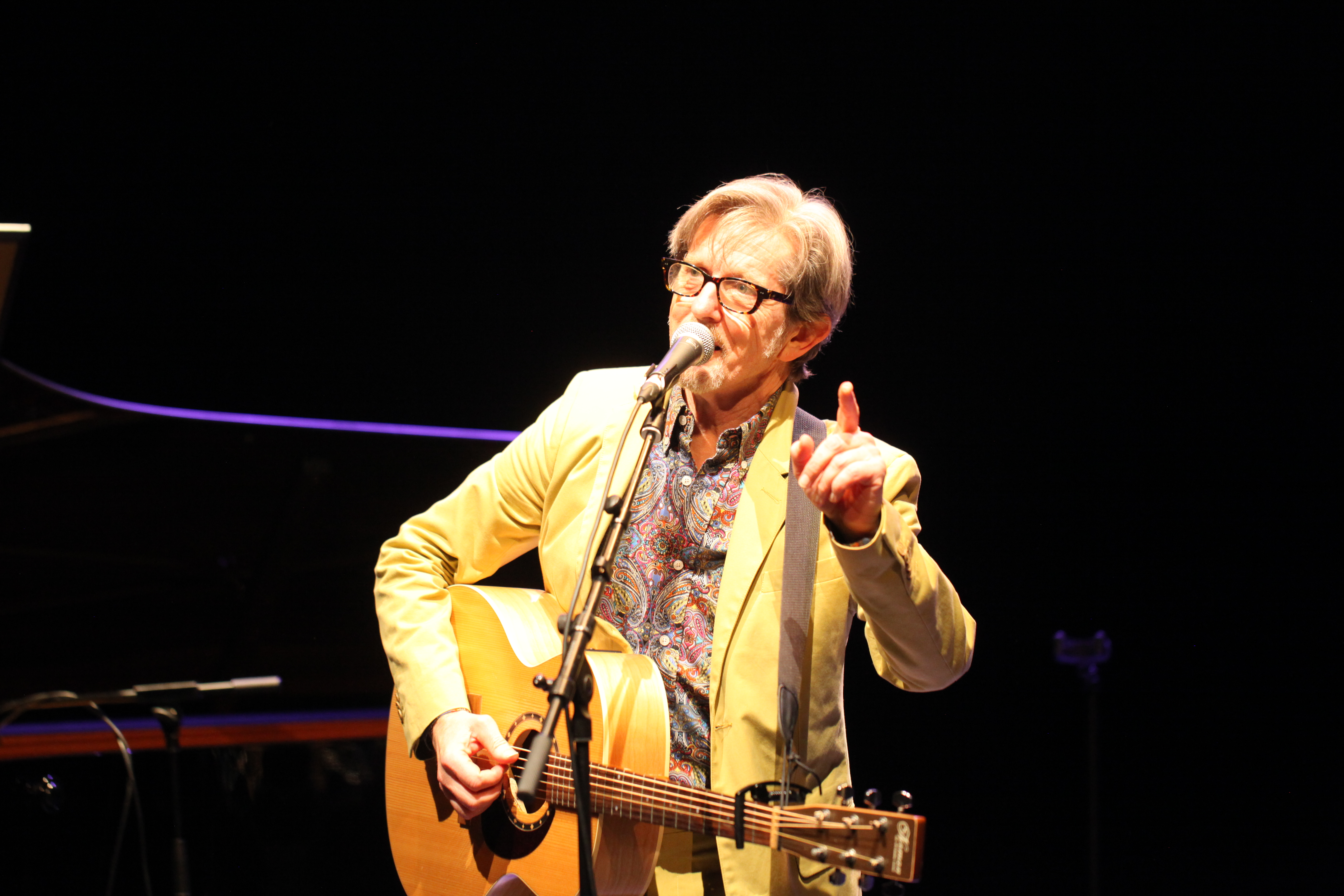
Kent à Pontarlier en 2022 dans le cadre des « concerts du Lavoir ».

Son album solo La Grande Illusion sort en 2016.
En 2019, Kent participe au projet Place Hubert Mounier en hommage à son ami fondateur de L'Affaire Louis' Trio aux côtés d'un collectif de musiciens lyonnais qui comprend Les Chics Types, Stan Mathis, Joe Bel, Carmen Maria Vega, Frédéric Bobin, Buridane, Billie, Denis Rivet, le groupe Khaban, Nikolas K, Le Voyage de Noz et They Call Me Rico.
Kent accepte de participer en février 2022 à un programme de Studio 3, de petites séquences musicales filmées, pour les divertissements régionaux de France 3 Rhône-Alpes- Auvergne, où il est associé au chanteur Frédéric Bobin, et où il chante avec lui, en duo, divers titres issus de ses albums. Ce programme s'adresse normalement à de jeunes artistes inconnus, ou en devenir, de la scène musicale, alors que Kent a déjà pourtant une certaine notoriété. Un clip avec le titre Tant qu'il y aura des hommes, de Frédéric Bobin, est réalisé, avec tournage sur les pentes de la Croix-Rousse à Lyon.

## Discographie

### Albums studio
- 1982 : Amours propres
- 1985 : Emballao
- 1987 : Le Mur du son
- 1990 : À nos amours
- 1991 : Tous les hommes
- 1993 : D'un autre occident
- 1996 : Nouba
- 1998 : Métropolitain
- 2000 : Cyclone
- 2002 : Je ne suis qu'une chanson
- 2005 : Bienvenue au club
- 2008 : L'Homme de Mars
- 2009 : Panorama
- 2013 : Le Temps des âmes
- 2016 : La Grande illusion
- 2022 : Scherzando

### Albums en public
- 1991 : Récital 90 (Concert enregistré à Paris (Auditorium des Halles), Strasbourg (Le Café des Anges), et Colmar (L'Œil du Cyclope), les 23, 24 et 27 octobre 1990)
- 1995 : En scène (Concert enregistré à Paris La Cigale les 14 et 15 Octobre 1994)
- 1999 : Enfin seuls ! (avec Enzo Enzo) (Enregistrement public des chansons inédites du spectacle "Enfin seuls !")
- 2014 : Nouba Live (Concert enregistré essentiellement à Paris au Café de la danse le 13 décembre 1997)
- 2014 : Deutsche tournée (Extraits enregistrés Live en Allemagne en mai 1998, avec Element of Crime)
- 2018 : La grande effusion (Concert enregistré à Paris au Café de la danse le 7 novembre 2017)

### Compilations
- 2015 : Intégrale des albums studio 1982-2013 (Coffret 14CD inclus les albums originaux + titres bonus inédits, faces B, démos, remixes, versions alternatives, raretés)

### Participations
- 2009 : On n'est pas là pour se faire engueuler !, album hommage à Boris Vian. Les Isles.
- 2011 : Hey ! Ma B.O. (Kent prête sa voix pour l'introduction de cet album du groupe lyonnais Les Chics Types avec un texte lu extrait de son roman Vibrato).
- 2018 : Tant qu'il y aura des hommes, dans l'album de Frédéric Bobin Les Larmes d'Or.
- 2022 : Vesna Mirabeau[3] en faveur des enfants d'Ukraine pour l'UNICEF

## Vidéographie
- 2004 : À la prochaine (Concert enregistré les 13 et 14 mars 2003 à L'Européen à Paris)

## Publications

### Romans et récits
- Les Nouilles froides, Séguier, 1988 ; rééd. Ramsay, 2006
- Un été pourri, Seguier, 1990 ; rééd. Ramsay, 2007
- Des gens imparfaits, Ramsay, 1995
- Tronches de cake, Archimbaud, 1996
- Quelque chose de beau,  Ramsay, 1998
- Vibrato, Jean-Claude Lattès, 2006
- Dans la tête d'un chanteur, préface de Didier Varrod, Le Castor Astral, 2015
- Peine perdue, Le Dilettante, 2018 ; réed. poche J'ai lu, 2019

### Poésies et chansons
- Starshooter, textes et illustrations, préface de Tonino Benacquista, C. Pirot, coll. « Petite collection chanson », 2003
- Zones sensibles, textes et illustrations,  coll. « Do à dos », Caedere, 2000

### Ouvrages jeunesse
- Thomas et Mathieu, illustré par Stéphane Girel, Éditions du Rouergue, 2003
- Le Papa de Jonas, illustré par Stéphane Girel, Éditions du Rouergue, 2004
- L'Analphabète, texte de Pierre Jouishomme, Lugdivine, 2011

### Bandes dessinées
- Sales Amours, Les Humanoïdes Associés, coll. « Pied jaloux », 1982  (ISBN 2731601744)[4].
- Les Aventures de Bob Robert (dessin), avec Bergouze (scénario), Futuropolis, coll. « X » :

1. Ciel de sable, 1985.
2. L'Enfer blanc, 1985.
3. Le Dictateur français, 1986.

- Ma vie est formidable, Les Humanoïdes Associés, coll. « Pied jaloux », 1984  (ISBN 2731602910).
- African Night Flight : Une aventure de Kriss Delux (dessin), avec Philippe Bernalin (scénario), Les Humanoïdes Associés, coll. « Aventure », 1984  (ISBN 2731603054).
- À l'eau, la Terre !, ADEME, 2005.
- L'Invasion des mégapoubs, ADEME, 2006.
- L'Homme de Mars, Actes Sud BD, 2008  (ISBN 9782742774562).
- Elvis : Ombre et Lumière, coécrit avec Patrick Mahé, Seuil et Delcourt, 2019  (ISBN 9782413013020).